# 小倉エージ
小倉 エージ（おぐら エージ、本名：小倉 栄司（おぐら えいじ）、1946年〈昭和21年〉6月15日 - ）は、日本の音楽評論家、料理評論家。

## 略歴
兵庫県神戸市出身。甲南大学卒業後、URCレコードのディレクターとなり、はっぴいえんどのデビューアルバム『はっぴいえんど』の制作を手がけた（12弦ギターも演奏）。
またその頃、音楽雑誌『ニュー・ミュージック・マガジン』（現『ミュージック・マガジン』（ミュージック・マガジン））の創刊に携わり、以後は主に音楽評論家として活動している。
洋楽から歌謡曲、アジアン・ポップスまで評論の幅は広く、日本レコード大賞の審査員も務めるなど、音楽業界の重鎮の一人である。NHK-FMの人気番組だった『クロスオーバーイレブン』の選曲も長きに渡り担当していた。
1980年代からは夫人の小倉理都子とともに、料理評論家・香港文化研究家としても活動。NHK総合テレビの『男の食彩』『食彩浪漫』などに出演している。とりわけ中華料理、東南アジア料理に造詣が深い。

## 著書
- 『ニュー・フォークの世界』（主婦と生活社、1972年）
- 『音楽評論のプロになるために』（CBS・ソニー出版、1979年10月）
- 『小倉エージ+理都子の香港的達人』（マガジンハウス、1991年10月）
- 『NHK初めての香港旅行会話 広東語を話そう!』（千島英一との共著、日本放送出版協会、1997年4月）
- 『これはお値打ちkodawariの料理店』（集英社、1999年5月）
- ウォン・カーウァイ「王家衛」（責任編集、キネマ旬報社、2001年3月）

## 出演番組
- かッ飛ビ歌謡ランド（ラジオ日本）[1]